# Ginger & Rosa
Ginger & Rosa (mesmo título no Brasil) é um filme de drama de 2012 escrito e dirigido por Sally Potter e distribuído pela Artificial Eye. O filme estreou no Festival Internacional de Cinema de Toronto em 7 de setembro de 2012, e foi lançado em 19 de outubro de 2012 no Reino Unido.

## Sinopse
Londres, 1962. Duas adolescentes - Ginger e Rosa - são inseparáveis. Elas juntas, vivem de absenteísmo escolar, discutir religião, política e penteados, e sonho de vida maior do que a rotina doméstica frustrada de suas mães. Mas, com a chegada da Guerra Fria e a descoberta da revolução sexual, e a ameaça do holocausto nuclear se agrava com a crise dos mísseis de Cuba. Não demora muito para que ambas entrem em conflito com as mães, ao mesmo tempo em que passam a idolatrar Roland, o pai pacifista de Ginger. Ele encoraja na filha a "lutar contra a bomba", mas aos poucos Rosa demonstra ter outros interesses envolvidos. a amizade ao longo da vida das duas meninas é quebrada - pelo choque de vontade e determinação para sobreviver:

## Elenco
- Elle Fanning como Ginger
- Alice Englert como Rosa
- Alessandro Nivola como Roland
- Annette Bening como May Bella
- Timothy Spall como Mark
- Oliver Platt como Mark II
- Christina Hendricks como Natalie
- Jodhi May como Anoushka
- Luke Cloud como Pai de Rosa
- Brock Everitt-Elwick como Beatnik
- Poppy Bloor como Ginger Jovem
- Magdalene Mountford como Rosa Jovem
- Ray Lonnen como Radialista

## Produção
Ginger & Rosa foi filmado em vários locais de Kent, incluindo Dengemarsh Sound Mirrors, Lydd on Sea, Lade Beach, Greatstone, Lydd Ranges, Lydd e Queenborough na Ilha de Sheppey.
Ginger & Rosa marca o primeiro beijo de Elle Fanning em frente às câmeras.

## Recepção
Ginger & Rosa recebeu críticas positivas dos críticos. Rotten Tomatoes relata que 79% de 101 críticos deram ao filme uma boa revisão, com uma classificação média de 6.7/10 eo consenso que "Elle Fanning dá um excelente desempenho neste conto de amadurecimento poderoso sobre um par de adolescentes cuja amizade é nervoso com a ameaça de guerra nuclear". Metacritic, que atribui uma pontuação média ponderada de 1 a 100 para comentários dos críticos tradicionais, deu ao filme a 70 com base em 24 críticas, indicando "geralmente opiniões favoráveis." Crítico sueco Andersson Pidde comparou o filme favoravelmente aos filmes de Jean Rollin.